# Anivskij rajon
L'Anivskij rajon (in russo Анивский район?) è un rajon dell'Oblast' di Sachalin, nell'Estremo oriente russo, con capoluogo Aniva. Situato nella parte meridionale dell'isola di Sachalin, nel 2001 aveva una popolazione di 15.600 abitanti.
In passato, costituiva un okrug urbano.

## Geografia fisica
Il rajon fa parte dell'Estremo Oriente russo.

## Attività economiche
Le principali attività economiche praticate dalla popolazione del rajon sono silvicoltura, estrazione di gas naturale, torba e zeolite, pesca e agricoltura. L'industria alimentare è l'unico tipo d'industria persistente nel rajon.